# Acció Democràtica
Acció Democràtica (AD, Acción Democrática) fue un partido político español de ámbito catalán que existió durante la Transición.
Creado en marzo de 1976 por Josep Maria Figueras y Jorge Trías Sagnier, lo formaron miembros de la nueva burguesía barcelonesa fraguada en los negocios inmobiliarios impulsados por José María de Porcioles, los cuales controlaban el partido. Tenía una ideología liberal y disponía de medios económicos y un estilo empresarial. Intentó disputar el espacio político de la antigua Lliga Catalana, razón por la cual desde junio iniciaron contactos con otros partidos liberales catalanes para converger en un frente común, y el 30 de septiembre de 1976 se fusionó con la Lliga Liberal Catalana para formar la Lliga de Catalunya-Partit Liberal Català para presentarse a las futuras elecciones generales de 1977.